# Ralf Kleiminger
Ralf Kleiminger (* 8. Mai 1963) ist ein ehemaliger deutscher Fußballspieler.

## Sportlicher Werdegang
Kleiminger spielte von 1983 bis 1985 für den FC Hansa Rostock in der DDR-Oberliga. Er kam auf 30 Einsätze für die Ostseestädter und erzielte drei Tore. Kleiminger wechselte im Anschluss zum 1. FC Magdeburg und kam in zwei Saisons zu nur zwei Erstligaeinsätzen. 1987 kehrte er in den Norden zurück, schloss sich der BSG KKW Greifswald an und spielte für sie in der DDR-Liga.
Kleiminger spielt in der Ü40-Liga für die SG Warnow Papendorf.
Er ist der Sohn des ehemaligen Nationalspielers Heino Kleiminger.